# Interrupción eléctrica
Una Interrupción eléctrica es una situación en la que la tensión de alimentación en el punto de entrega es inferior al 1% de la tensión declarada en cualquiera de las fases de alimentación.

## Clasificación
Podemos clasificar las interrupciones en función de:

### Carácter
- Programadas
- No programadas

### Duración
- Breves: t<3 minutos. Se consideran un problema de calidad de onda dado que son consecuencia de la eliminación de defectos o de la operación de los equipos de protección de las redes de distribución de energía eléctrica (reenganches rápidos debidos a faltas, operaciones de aislamiento de tramos...). Pueden ocurrir desde decenas hasta centenas de interrupciones breves al año. Además, el 70% de estas interrupciones no deberán pasar de 1 segundo. El período de medición deberá ser de un año, dado que las interrupciones se producen de forma irregular.[2]
- Largas  t>3 minutos. Se consideran un problema de continuidad del suministro.